# Генрих II Богатый (граф Нассау)
Генрих II Богатый (нидерл. Hendrik de Rijke van Nassau, нем. Heinrich II der Reiche; около 1180 — не ранее 1247 и не позднее 25 января 1251) — граф Нассау в 1198—1247 годах.

## Биография
Генрих II был старшим сыном графа Вальрама I Нассауского (ок. 1146—1198) и Кунигунды (ок. 1135 — после 1189), дочери графа Готфрида I фон Цигенхайна.
После смерти своего отца в 1198 году Генрих стал его преемником в качестве графа Нассау. В 1198—1230 годах его соправителем был младший брат, Рупрехт IV, который затем вступил в ряды Тевтонского ордена.
В Священной Римской империи граф Генрих Нассауский был верным сторонником династии Гогенштауфенов. Однако, в 1209—1211 годах он поддерживал Оттона IV Брауншвейгского из династии Вельфов, а затем перешёл на сторону Фридриха II Гогенштауфена. В 1212—1214 годах Генрих Нассауский находился в плену у своего собственного противника, архиепископа трирского Теодориха фон Вида.
В конце XII века граф Вальрам фон Нассау смог укрепить свою власть на территории к югу от реки Лан. Став наследником графов Арнштайн, он получил фогтства в Кобленце, Плаффендорефе, Нидер-Ланштайне и Хумбахе (Монтабауре) в архиепископстве Трирском. Но в 1230-х годах трирские архиепископы укрепили своё влияние на Рейне и Лане, вытеснив графов Нассау из большинства фогтств архиепископства. Трирский архиепископ около 1217 года усилил замок Монтабаур, чтобы защитить свои земли на правом берегу Рейна от графов Нассау.
Отец Генриха Богатого, Вальрам I получил во владение Висбаден от германского императора Фридриха Барбароссы в награду за поддержку императора в конфликтах 1170—1180-х годов. Около 1214 года граф Генрих Богатый расширил свои владения в окрестностях Висбадена, получив от императора фогтство в Висбадене и окрестных землях.
Около 1200 года граф Генрих фон Нассау и его брат Рупрехт IV начали строительство замка Зонненберг в горах Таунус в окрестностях Висбадена. Этот замок был предназначен для защиты от майнцского архиепископа и его вассалов, сеньоров Эпштайн, которые владели землями на границе с Висбаденом. Тем не менее, капитул Святого Марка в Майнце признал Зонненберг владением архиепископа. Чтобы разрешить этот спор, Генрих Богатый вынужден был заплатить 30 марок руководителю капитула в 1221 году, чтобы приобрести замок Зонненберг с округой. В конце концов Генрих Нассауский вынужден был признать суверенитет архиепископов Майнца над Зонненбергом, владея замком как феодом Майнца.
В 1224 году граф Генрих Богатый получил поддержку со стороны кельнского архиепископа Энгельберта II, который сделал первого своим маршалом и виночерпием. Но в взамен на его защиту от архиепископов Майнца и Трира, Генрих Нассауский должен был уступить половину Зигена Кельнскому архиепископству, но сохранил свои суверенные права в регионе, окружающем Зиген.
В 1231 году Генрих Богатый присутствовал на имперском сейме в Вормсе и в 1232 году был на императорском собрании императора Фридриха II Гогенштауфена в Равенне.
Младший брат и соправитель Генриха, Рупрехт IV, вступил в Тевтонский орден в 1230 году и завещал свои земли крестоносцам. Генрих постоянно оспаривал передачу части Нассауского графства Тевтонскому ордену.
В 1247 году Генрих Нассауский поддержал избрание германским королем графа Вильгельма II Голландского, который в ответ утвердил за ним все имперские владения и даровал ему право чеканить деньги.
Политика Генриха Нассауского в Херборнской марке разозлила местные аристократические семьи. Около 1240 года Генрих построил замок Дилленбург, чтобы лучше держать в повиновении мятежных вассалов. С 1248 года началась вековое противостояние между графами Нассаускими и ландграфами Гессенскими за обладание Херборнской маркой.
Генрих Нассауский скончался 25 января 1251 года, после того, как отрекся от престола в 1247 году.

## Семья и дети
Генрих Нассауский был женат на Матильде Гельдернской, дочери Оттона I, граф Гельдернского, и Рихардис Баварской (дочери Оттона I Виттельсбаха, герцога Баварии). У супругов было одиннадцать детей, в том числе:
- Вальрам II (ок. 1220 — 24 января 1276). Предок современных герцогов Люксембургских
- Рупрехт V (ум. 19 января 1247), рыцарь Тевтонского ордена
- Генрих, монах в Арнштайнском аббатстве
- Оттон I (ок. 1225—1289/1290), предок правящего королевского дома Нидерландов
- Елизавета (род. ок. 1225—1295/1311), муж — Герхард III, сеньор Эпштайн (умер ок. 1250).
- Герхард, архидиакон в Кемпене, каноник Св. Ламберта в Льеже, декан главного капитула Богоматери в Маастрихте, соборов Ахена и Сант-Вайльбурга в Тиле
- Иоганн (ок. 1230—1309), епископ Утрехта (1267—1290)
- Екатерина (род. 1227—1324), настоятельница аббатства Альтенбург в Вецларе
- Ютта (ум. 1313), замужем с ок. 1260 года за Иоганном I фон Кёйком, сеньором Мерума (ум. 1308)

Двое из сыновей Генриха II, Вальрам и Оттон, разделили между собой Нассауское графство 17 декабря 1255 года. Это первое разделение графства Нассау, которое позже было известно как «Великое разделение.» Так началась отдельная история Вальрамской и Оттоновской линии Нассауского дома.